# هدرانج رمادي
هدرانج رمادي (الاسم العلمي:Hydrangea cinerea) هو نوع من النباتات يتبع جنس الهدرانج من الفصيلة الهدرانجية.